# South Tyneside
South Tyneside  är ett storstadsdistrikt (kommun) i Tyne and Wear i England,  Storbritannien. Distriktet har 148 667 invånare (2022).
Större orter är Hebburn, Jarrow,  South Shields (huvudort) och The Boldons,  Det finns inga civil parishes i distriktet.